# Rheni(V) chloride
Rheni(V) chloride là một hợp chất vô cơ có thành phần gồm hai nguyên tố là clo và rheni. Hợp chất có công thức Re2Cl10 nhưng nó thường được gọi là pentachloride (ReCl5). Hợp chất này tồn tại dưới hình dạng bên ngoài là một chất rắn màu nâu đỏ.

## Điều chế
Hợp chất này lần đầu tiên được điều chế vào năm 1933, một vài năm sau khi phát hiện ra nguyên tố rheni. Việc điều chế được thực hiện bằng cách cho clo tác dụng với rheni ở nhiệt độ 900 °C. Ngoài ra, hợp chất này còn có thể được tinh chế bằng cách thăng hoa.
ReCl5 là một chất bị oxy hóa. Với cấu hình d2, nó có thể được tiếp tục nhận thêm clo, và đó là lý do ReCl6 đã được điều chế thành công, mặc dù gián tiếp từ rheni(VI) fluoride. Rheni (VII) fluoride đã được nhận biết còn rheni(VII) chloride thì vẫn chưa rõ.

## Sử dụng và phản ứng
Hợp chất này bị phân hủy trong không khí thành chất lỏng màu nâu.
Mặc dù rheni(V) chloride không có ứng dụng thương mại, nhưng nó có ý nghĩa lịch sử như một trong những chất xúc tác ban đầu cho phản ứng olefin. Khử hợp chất này tạo ra rheni(III) chloride.
Phản ứng oxy hóa tạo thành Rheni(VII) oxychloride:
ReCl5  +  3Cl2O  →   ReO3Cl  +  5Cl2↑